# Kurt Rydl
Kurt Rydl (ur. 8 października 1947 w Wiedniu) – austriacki śpiewak operowy, bas.

## Kariera
Kurt Rydl jest śpiewakiem o dość bogatym dorobku, mającym w swoim repertuarze dzieła takich kompozytorów, jak Wolfgang Amadeus Mozart, Giuseppe Verdi czy Richard Wagner, współpracował z wieloma znanymi dyrygentami, występował na festiwalach. W pamięci fanów opery zapisał się rolą Osmina w Uprowadzeniu z seraju Mozarta na letnim festiwalu w Salzburgu (dyrygent – Horst Stein). Wśród ważniejszych nagrań z jego udziałem należy wymienić Wesele Figara Mozarta, gdzie wystąpił jako Bartolo (dyrygent – Riccardo Muti), czy kompletną realizację Pierścienia Nibelunga Wagnera, gdzie śpiewał rolę olbrzyma Fafnera, pilnującego później, pod postacią smoka, reńskiego złota (dyrygent – Bernard Haitink).